# (2704) Julian Loewe
(2704) Julian Loewe est un astéroïde de la ceinture principale.

## Description
(2704) Julian Loewe est un astéroïde de la ceinture principale. Il fut découvert le 25 juin 1979 à Siding Spring par Eleanor Francis Helin et Schelte J. Bus. Il présente une orbite caractérisée par un demi-grand axe de 2,38 UA, une excentricité de 0,10 et une inclinaison de 4,5° par rapport à l'écliptique.

## Compléments